# Horhe Hurado
Horhe Hurado Garsija (šp. Jorge Jurado García; rođen 22. septembra 1995. godine u Madridu) je španski glumac, koji je poznat španskoj publici po ulogama u seriji Porodica Serano i u filmu Goal! 2: Living the Dream....

## Karijera
Jurado je počeo svoju karijeru 2003, kada je imao samo osam godina. Dobio je ulogu Francisco "Curro" Serrano u televizijskoj seriji Porodica Serano, koja je snimana 2003 do 2008.

### Televizija
- Porodica Serano (2003 — 2008) kao
- (2006) kao gost

### Filmovi
- (2007) kao

## Spoljašnje veze
- Horhe Hurado на веб-сајту  (језик: енглески)